# Resveratrolo
Il resveratrolo (3,5,4'-triidrossi-trans-stilbene) è un fenolo non flavonoide e una fitoalessina prodotta naturalmente da numerose piante in risposta agli attacchi da agenti patogeni quali batteri o funghi. Le principali fonti alimentari di resveratrolo sono la buccia dell'uva, i mirtilli, i lamponi, il gelso e le arachidi.
Viene comunemente usato come integratore alimentare, e studiato su modelli di malattie umane. Sebbene gli sia attribuita una possibile azione antitumorale, antinfiammatoria e di fluidificazione del sangue, non vi sono ancora prove certe sulla sua reale efficacia nelle patologie umane.
Se assunto per via orale, il resveratrolo è ben assorbito dall'uomo, ma la sua biodisponibilità è relativamente bassa perché viene rapidamente metabolizzato ed eliminato.

## Usi
Il resveratrolo è prodotto dalle piante a scopo protettivo contro stress ambientali quali: virus, batteri e funghi, in particolare la Botrytis cinerea, raggi UV, stress idrici, ecc.
Il resveratrolo è comunemente usato come integratore alimentare, anche se non vi sono prove certe sulla sua reale efficacia nelle patologie umane. La molecola è molto studiata su modelli di diverse patologie, al fine di confermare le diverse ipotesi circa le azioni favorevoli sull'uomo. Gli esperimenti sul resveratrolo vengono condotti per la maggior parte in vitro a causa della sua scarsa biodisponibilità in vivo. Ciò significa che l'azione positiva osservata nelle cellule in vitro avviene a concentrazioni maggiori di quelle che si possono ottenere assumendo il resveratrolo per via orale.
Tra gli effetti attribuiti al resveratrolo, abbiamo proprietà:
- antiossidanti[25][26][27][28][29]
- antinfiammatorie[30][31][32][33][34][35][36][37]
- vaso/endotelio protettive[38][39][40][41]
- sirtuino-stimolanti[42][43][3][44][45][46][47][48].

Non ci sono tuttavia evidenze scientifiche che confermino tali proprietà.

### Proprietà antiossidanti
L'azione antiossidante del resveratrolo è comune alla classe chimica dei polifenoli a cui appartiene. Nonostante il resveratrolo abbia un'azione antiossidante superiore a quella di altri antiossidanti come la vitamina C e la vitamina E, in seguito all'assunzione orale, la concentrazione plasmatica e intracellulare di resveratrolo nell'uomo è più bassa rispetto ad altri importanti antiossidanti. Inoltre, la maggior parte del resveratrolo in circolo si trova sotto forma di metaboliti, che hanno una capacità antiossidante minore rispetto allo stesso resveratrolo.
In studi effettuati sulle membrane cellulari, il resveratrolo ha dimostrato la capacità di inibire la perossidazione dei lipidi delle lipoproteine a bassa densità, e prevenire la citotossicità delle lipoproteine a bassa densità ossidate. Il resveratrolo ha la capacità di chelare lo ione rame Cu2+ rendendo inattivo il rame come catalizzatore. La capacità chelante del resveratrolo impedirebbe l'elevata propensione delle LDL a legarsi con il rame.
Tuttavia, ci sono poche prove che il resveratrolo possa essere un importante antiossidante in vivo.

#### Anti-invecchiamento
Vista la capacità antiossidante del resveratrolo, alcuni gli attribuiscono attività anti-invecchiamento, in particolare sul tessuto cutaneo, dove l'invecchiamento si manifesta in maniera più evidente. Questa attività sarebbe riconducibile a diversi meccanismi biologici coi quali interagirebbe il resveratrolo.
Diversi studi si sono interessati al possibile ruolo preventivo del resveratrolo sullo:
- stress ossidativo cutaneo[62][69][70][71][72][73][74][75][76],
- aumentata produzione di collagenasi o MMP-1[77][78][79] e di Metallo Proteasi di Matrice[80][81][82][83][84],
- azione sui fibroblasti del derma[77][85][86][87][88][89][90][91],
- effetti del fotoaging da UV[75][92][93][94][95][96][97][98],

Il resveratrolo sarebbe efficace nelle patologie cutanee a eziologia multifattoriale, specie se presente una componente infiammatoria, per la sua capacità di inibire la perossidazione lipidica, di chelare gli ioni metallici e di agire contro i radicali liberi.  Inoltre, il resveratrolo potrebbe essere coinvolto in eventi metabolici cellulari come la sintesi degli eicosanoidi e il metabolismo lipidico. 
Recentemente Bastianetto et al. pubblicano una ricerca in cui per la prima volta vengono isolati e riconosciuti dei recettori ai polifenoli nell'epidermide e nel derma. Questa ricerca confermerebbe che la protezione dell'epidermide esercitata dal resveratrolo sarebbe dovuta al legame a questi siti specifici. I meccanismi intracellulari che sarebbero alla base dell'effetto protettivo del resveratrolo sarebbero legati all'attività antiossidante, e anche all'azione inibitoria sull'apoptosi e sulla disfunzione mitocondriale conseguente. Gli autori concludono dicendo che "il resveratrolo potrebbe ritardare e addirittura impedire il normale svolgimento di invecchiamento della pelle, bloccando gli eventi apoptotici e disfunzioni mitocondriali".

### Proprietà estrogeniche e antiestrogeniche
La struttura del resveratrolo è simile a quella del dietilstilbestrolo, agonista estrogenico sintetico. Gli studi sulle cellule hanno evidenziato che il resveratrolo agisce come agonista o antagonista degli estrogeni a seconda del tipo di cellula, recettore degli estrogeni e secondo la presenza di estrogeni endogeni.

### Proprietà antinfiammatorie
Alcuni studi in vitro hanno attribuito al resveratrolo azione antinfiammatoria, vista la capacità di bloccare la produzione della cicloossigenasi–2 (COX-2). L'enzima che trasforma l'acido arachidonico in prostaglandine infiammatorie. Diversi studi, inoltre, dimostrerebbero la capacità del resveratrolo di inibire la produzione dell'aggregazione piastrinica inibendo la sintesi degli eicosanoidi.
Uno studio in vitro, sul fluido polmonare estratto da 15 fumatori e 15 malati cronici alle vie aeree, cui si è aggiunto del resveratrolo, ha visto una riduzione tra l'85 e il 94% nella produzione di interleuchine da parte dei macrofagi.

### Cancro
Gli studi effettuati sul resveratrolo come antitumorale sono stati eseguiti per la maggior parte in vitro, a causa della scarsa biodisponibilità del resveratrolo in vivo. L'effettiva concentrazione plasmatica del resveratrolo in seguito all'assunzione orale è risultata inferiore rispetto a quella necessaria per aver effetti anticancerogeni in vitro. Vista la numerosa variabilità dei risultati negli esperimenti in vivo su animali e umani, non ci sono oggi prove effettive dell'effetto positivo del resveratrolo sul cancro nell'uomo. Un recente studio, utilizzando genome-wide CRISPR screen, ha identificato come possibile meccanismo d'azione, un ruolo del resveratrolo nell'indurre stress durante la replicazione del DNA, con un profilo simile all'idrossiurea.

## Paradosso francese
Il resveratrolo è stato al centro di diverse ricerche volte a spiegare il paradosso francese, che evidenzia come alcune popolazioni della Francia meridionale, pur avendo una dieta ricca di grassi, siano meno soggette a problemi medici di natura cardiovascolare. Per spiegare tale apparente paradosso si è ipotizzato che il consumo di vino rosso potesse proteggere queste popolazioni da malattie cardiache.
Tuttavia, nonostante alcune fitoalessine siano effettivamente dotate di proprietà cardioprotettive, l'uso del vino come protettivo è da considerarsi illusorio: infatti le dosi di vino necessarie per un'effettiva attività sarebbero tossiche per gli esseri umani (superiore a quattro litri al giorno). Il resveratrolo infatti richiede alte concentrazioni plasmatiche per esplicare la sua funzione.

## Controindicazioni
Nell'uomo esistono pochi studi clinici sulla sicurezza e sugli effetti indesiderati del resveratrolo. I pochi studi hanno mostrato che singole somministrazioni di resveratrolo in dosi fino a 5g non hanno causato effetti collaterali, ma dosi maggiori di 1g in somministrazioni prolungate hanno invece causato effetti indesiderati specialmente a carico dell'apparato gastrointestinale. 
In un anno di sperimentazione clinica preliminare su persone con malattia di Alzheimer, gli effetti collaterali più frequenti registrati sono stati diarrea, perdita di peso e nausea. Uno studio del 2018 sugli effetti del resveratrolo sulla pressione sanguigna ha rilevato un aumento della motilità intestinale e feci molli.
L'uso di dosi farmacologiche di resveratrolo in gravidanza e allattamento è sconsigliato, poiché potrebbe interferire con lo sviluppo del pancreas fetale.
Uno studio sui ratti evidenzia patologie renali per assunzioni oltre una dose critica di 300 mg/die kg.
Il resveratrolo è un inibitore irreversibile del citocromo CYP3A4 e un inibitore reversibile del citocromo CYP2E1, interferendo principalmente con l'effetto immunosoppressivo del farmaco ciclosporina. Inoltre il resveratrolo interferisce con l'uso di altri farmaci quali i FANS, dilitiazem e nicardipina.